# Милютин, Вениамин Александрович
Вениамин Александрович Милютин (род. 1930) — советский шахматист, мастер спорта СССР (1965).
Выступал в заочных соревнованиях. Представлял Ярославль. Главное спортивное достижение — бронзовая медаль 6-го чемпионата СССР по переписке (1963—1964 гг.). В этом соревновании он набрал 11½ очков из 17, пропустив вперед только В. П. Симагина (13) и Г. К. Санакоева (12). Несколько партий, сыгранных В. А. Милютиным в 6-м чемпионате страны получили известность. Партия, которую он проиграл победителю турнира В. П. Симагину, получила специальный приз им. В. В. Рагозина за лучшую партию турнира. Милютин неудачно отреагировал на новый план, примененный московским гроссмейстером, и был переигран в бурных осложнениях. Курьезно завершилась партия Милютина с А. А. Банником. После ходов 1. e4 c5 2. Кf3 Кc6 3. Сb5 a6 игравший белыми Милютин неожиданно сыграл 4. Сa4?? и только после 4… b5 понял, что на доске не испанская партия, а сицилианская защита, и сдался ввиду потери фигуры. Данная партия является самой короткой в чемпионатах СССР по переписке. В то же время, партии, выигранные Милютиным черными в испанской партии у Я. И. Нейштадта, Р. З. Альтшулера и Драгунова, вошли в теоретические справочники.